# Hymenolobium

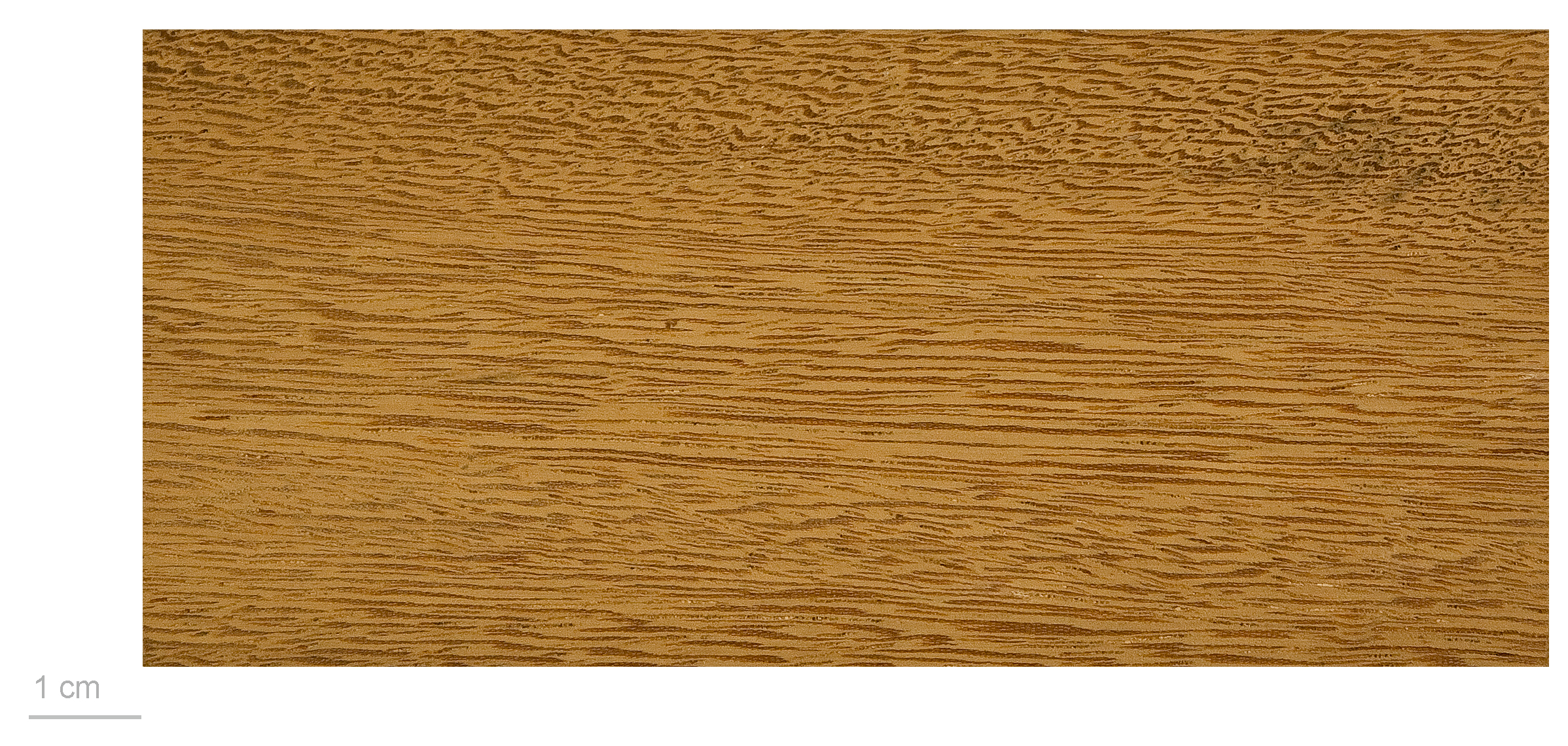
Hymenolobium sp.

Hymenolobium es un género de plantas con flores con 21 especies perteneciente a la familia Fabaceae.  Comprende 20 especies descritas y de estas, solo 14 aceptadas.

## Descripción
Son árboles, que alcanzan un tamaño de hasta 40 m de alto; los brotes jóvenes pubescentes. Hojas imparipinnadas, agregadas en los ápices de las ramas; folíolos opuestos, 16–34 (hasta 50 en los rebrotes o plantas jóvenes), oblongos, oblongo-elípticos y ovado-oblongos, el terminal elíptico, 2.5–7 cm de largo y 1.5–3 cm de ancho, ápice retuso u obtuso, mucronado, base redondeada, subcordada u obtusa, haz escasamente pubescente a subglabra, envés pubescente, estipelas filiformes; pecíolos 1.5–2.5 mm de largo, estípulas ovado-lanceoladas, 10–14 mm de largo, caducas. Panículas axilares, 10–15 cm de largo y 15–20 cm de ancho, pubescentes, pedicelos 5–8 mm de largo, brácteas y bractéolas caducas, flores 18–20 mm de largo; cáliz campanulado, 5-dentado, 8–10 mm de largo, ligeramente coriáceo, pubescente; pétalos papiráceos rosados, estandarte 16–18 mm de largo, alas 15–17 mm de largo, quilla 14–16 mm de largo; estambres 10, monadelfos, 15–16 mm de largo, anteras 0.8–1 mm de largo; ovario largo, 2–3-ovulado, piloso a lo largo de los márgenes, estipitado, estilo escasamente piloso, estigma punctiforme. Sámaras inmaduras planas, con alas laterales anchas.

## Taxonomía
El género fue descrito por George Bentham y publicado en  Journal of the Proceedings of the Linnean Society 4(Suppl.): 84. 1860.

## Especies aceptadas
A continuación se brinda un listado de las especies del género Hymenolobium aceptadas hasta abril de 2013, ordenadas alfabéticamente. Para cada una se indica el nombre binomial seguido del autor, abreviado según las convenciones y usos:
- Hymenolobium alagoanum Ducke
- Hymenolobium excelsum Ducke
- Hymenolobium flavum Kleinhoonte
- Hymenolobium grazielanum Lima
- Hymenolobium heringeranum Rizzini
- Hymenolobium heterocarpum Ducke
- Hymenolobium janeirense Kuhlm.
- Hymenolobium mesoamericanum H.C.Lima
- Hymenolobium modestum Ducke
- Hymenolobium nitidum Benth.
- Hymenolobium petraeum Ducke
- Hymenolobium pulcherrimum Ducke
- Hymenolobium sericeum Ducke
- Hymenolobium velutinum Ducke